# Маломуйнаково
Маломуйна́ково (баш. Малай-Муйнаҡ)— деревня в Учалинском районе Башкортостана России, относится к Мансуровскому сельсовету. 

## Население
| 2002 | 2009 | 2010 |
| ---- | ---- | ---- |
| 143  | ↘133 | ↘108 |

Национальный состав
Согласно переписи 2002 года, преобладающая национальность — башкиры (96 %).

## Географическое положение
Расстояние до:
- районного центра (Учалы): 45 км,
- ближайшей железнодорожной станции (Шартымка): 13 км.